# Свидание (фильм, 1976)
«Свидание» (фр. C'était un rendez-vous) — французский короткометражный фильм режиссёра Клода Лелуша, снятый в 1976 году.

## Сюжет
Мужчина едет на свидание c большой скоростью по улицам Парижа ранним утром, в сопровождении звуков двигателя, переключения передач и визга шин. Путь начинается с туннеля на трассе Периферик в районе авеню Фош, проходит мимо известных достопримечательностей, таких как Триумфальная арка, Опера Гарнье, площади Согласия, а также Елисейских полей. Когда автомобиль подъезжает к лестнице на Монмартр, напротив Сакре-Кёр, из него выходит водитель и обнимает молодую блондинку на фоне известного вида Парижа.

## В ролях
- Клод Лелуш — водитель

## Путь

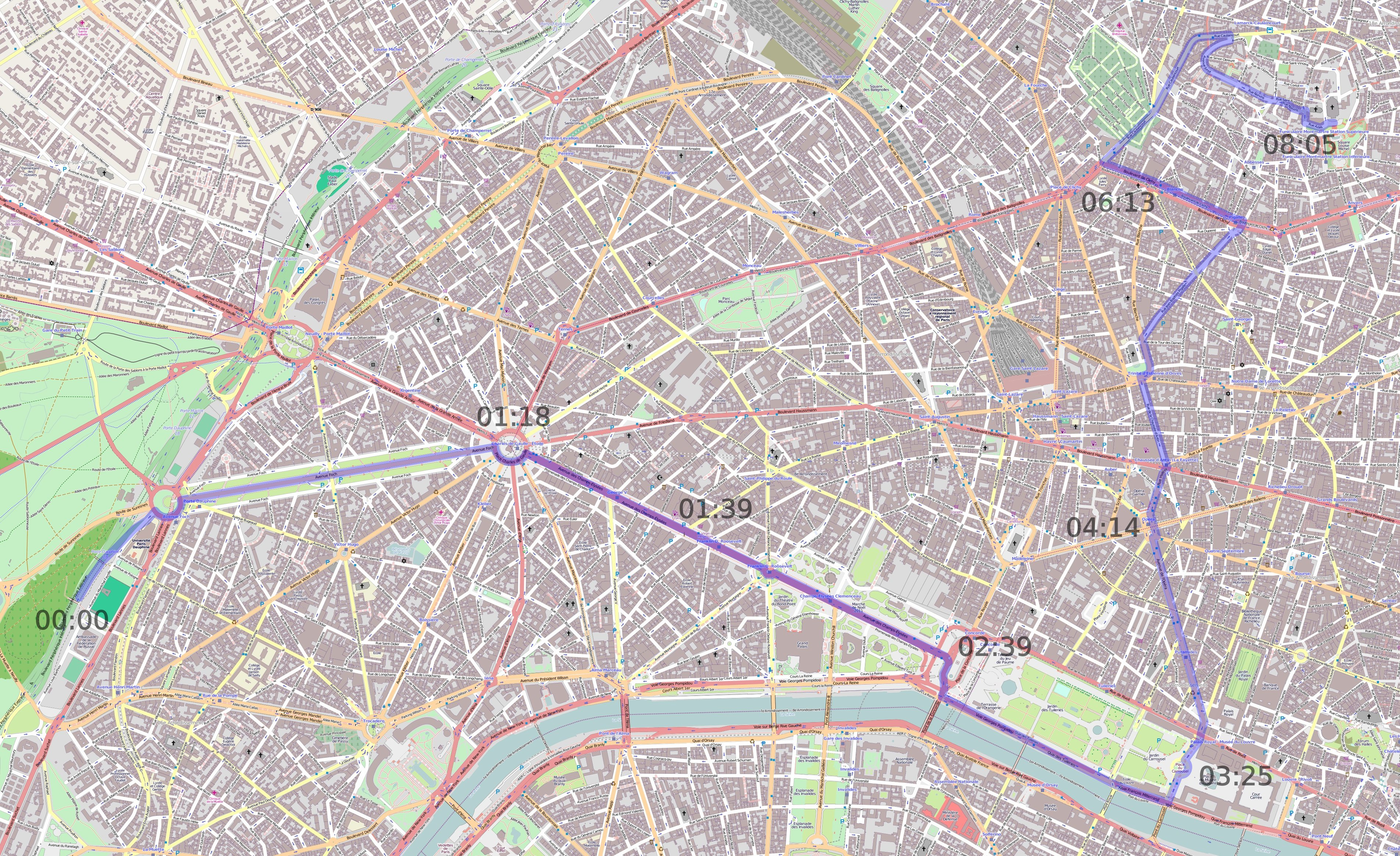
Путь на карте Парижа

Тоннель на Периферик — авеню Фош — площадь Шарля де Голля (Триумфальная арка) — Елисейские Поля — Площадь Согласия — Лувр — Комеди Франсэз — Опера Гарнье — Церковь Святой Троицы — Пигаль — Мулен Руж — площадь Тертр — Базилика Сакре-Кёр
В общей сложности, автомобиль Mercedes-Benz 450SEL 6.9 преодолел 10 километров со средней скоростью 77 км/ч.

## Съёмки
В 2006 году вышел фильм «C'était un rendez-vous — Lelouch — Making-of» («Свидание — Как это делалось»), в котором Лелуш рассказывает, что для съемок был использован его личный автомобиль, а за рулем был он сам. Автомобиль Mercedes-Benz 450SEL 6.9 Клода Лелуша был выбран из-за его гидропневматической подвески для плавности изображения. Съёмка велась 35-мм камерой Cameflex которую расположили в районе переднего бампера. В озвучании фильма был использован Ferrari для ощущения большей мощности. Короткометражка была снята на остатки плёнки от съёмок фильма «Si c'était à refaire» 1976 года.